# Бекерова мишићна дистрофија
Бекерова мишићна дистрофија је обољење мушкараца, узроковано мутацијама у гену за дистрофин. За разлику од Дишенове мишићне дистрофије која је тежак облик болести која знатно скраћује животни век болеснику, Бекерову мишићну дистрофију одликује каснији почетак и спорији ток болести. Код 65% болесника појаву болести узрокују делеције једног или више егзона у гену за дистрофин, док су дупликације узрок болести код 6—7% болесника. Показано је да су егзони проксималног дела гена за дистрофин (егзони од броја 3—18) и егзони дисталног дела гена (егзони од броја 45—52) посебно подложни делецијама. Код преосталих 30% болесника пронађене су тачкасте мутације, мале делеције или инверзије у гену за овај протеин. У каснијем развоју болест захвата срце, а њена тежина варира код појединих болесника. Болесници обично доживе 30 година.

## Етиопатогенеза
Бекерова мишићна дистрофија једно је од најчешћих леталних обољења мушкараца (у вези с хромозомом х), с учесталошћу један према 3 500. Генетичку основу овог обољења чине мутације у гену за дистрофин. Такође, исраживањима је утврђено да су мутације у истом гену одговорне и за Дишенову мишићну дистрофију.
Тачан механизам настанка делеција у гену за дистрофин није познат. У регионима гена за дистрофин, који су подложни делецијама, утврђене су бројне репетитивне секвенције, као и висока учесталост рекомбинација. Претпоставља се да неједнаки или кросинг-овер током оогенезе лежи у основи настанка делеција у гену за дистрофин. Истим механизмом могу настати и дупликације, али је утврђено да се оне јављају са значајно мањом учесталошћу. С друге стране, показано је да рекомбинација хромозома доводи до делеција без пратећих дупликација, тако да се може претпоставити да се овај вид рекомбинције налази у основи већине делеција у гену за дистрофин.
Код болесника од Бекерове мишићне дистрофије, тачкасте мутације, пронађене у гену за дистрофин код највећег броја болесника, представљају мутације које доводе до промене амино-киселина у протеину, или мутације у местима за искрајање пре-iRNK, које не ремете оквир читања.

### Патогенеза срчаних промена
Патогене промене у срчаногм мишићу код Бекерове мишићне дистрофије (БМД) почињу у раној фази болести али се клинички значајна дисфункција најчешће примећује током друге деценије живота. Већина болесника са БМД на крају ће имати проширену кардиомиопатију, али старост почетка и време до смрти су променљива категорија, тако да до данас не постоје јасни предиктори кардиолошке прогнозе.
Студије су показале да је средња старост почетка кардиомиопатије конзистентна и износи ~ 14,5 година. Други извештаји говоре да ће ~ 85% — 90% болесника са Дишеновом болести имати кардиомиопатију до 18 године, а код особе са БМД кардиомиопатија ће са касније појавити, у трећој или четвртој деценији.
Они са озбиљном кардиомиопатијом многу бити кандидатите за трансплантацију срца. Појединци са ДМД нису у могућности да се квалификују за операцију трансплантације, због оштећења скелетно-мишићних структура, одбацивања органа и ниског нивоа плућне функције. Недавни преглед литературе показује да ће особе са БМД-ом које испуњавају услове за трансплантацију срца боље толерисати поступак у пређењу са особама са другим облицима срчане инсуфицијенције.

## Клиничка слика
Клиничка слика болесника оболелог од Бекерове мишићне дистрофије испољава се као блажи облик од Дишенове мишићне дистрофије, а ова болест се јавља са учесталошћу један према 18.500 мушкараца.
На тежину клиничке слике може утицати и регион гена у коме се налази мутација. Већина мутација код болесника од Бекерове мишићне дистрофије откривене су у делу гена који кодира штапичасти регион дистрофина. Описане су чак и велике делеције у овом региону код болесника с благим фенотипом Бекерове мишићне дистрофије. Највећа до сада описана делеција удружена с фенотипом Бекерове мишићне дистрофије захватала је чак 35 егзона, који кодирају проксимални и средишњи део штапичастог домена дистрофина (егзони 13–48).
Код болесника с типичним фенотипом Бекерове мишићне дистрофије најчешће се откривају делеције региона од 45. до 53. егзона, који кодирају дистални део штапичастог домена дистрофина.

## Дијагноза
Дијагноза Бекерове мишићне дистрофије (БМД) може се веома разликовати. Симптоми се могу појавити у раном детињству, већ у 5. години живота, или у 60. години. Заиста, неки од ових пацијената не достигну своје развојне прекретнице, а неки сазнају да не могу држати корак током часова физичког васпитања или током војне обуке.
Као и код дијагнозе било ког другог облика мишићне дистрофије, лекар обично започиње дијагностику узимањем историје болести пацијента и њихове породице, након чега следи опсежни физички преглед. Историја и физички преглед могу много да помогну у постављању дијагнозе, чак и пре него што се ураде компликовани дијагностички тестови.
Дијагностиком пре свега треба утврди да ли је слабост пацијента резултат проблема у самим мишићима или у нервима који их контролишу. Проблеми у нервима који контролишу мишиће или у моторним неуронима (који потичу из кичмене мождине и мозга и допиру до свих телесних мишића) могу да изазову слабост која изгледа као проблем са мишићима.
Друге болести имају неке од истих симптома БМД. БМД је понекад погрешно дијагностикована као  Дуцхеннеова мишићна дистрофија (ДМД)  или  мишићна дистрофија удова и појаса (ЛГМД) . Из тог разлога је важно проћи пажљив дијагностички поступак, који обично укључује генетско (ДНК) тестирање.
На почетку дијагностичког процеса лекари често наручују  посебан тест крви који се назива  ниво ЦК . ЦК означава  креатин киназу, ензим који цури из оштећеног мишића. Када се у узорку крви пронађу повишени нивои ЦК, то обично значи да се мишић уништава неким абнормалним процесом, попут мишићне дистрофије или упале. Према томе, висок ниво ЦК сугерише да су сами мишићи највероватнији узрок слабости, али не говори тачно какав би могао бити поремећај мишића. У БМД, ниво ЦК за погођене мушкарце обично је повишен изнад нормалног нивоа - до пет пута горња граница нормалног нивоа или више. За женске носиоце, ниво ЦК може варирати између двоструко нормалне концентрације и до 10 пута веће од нормалне концентрације.
Електромиографију, тест који укључује испоруку електричних импулса кроз посебне игле уметнуте у захваћене мишиће и мерење проводљивости ових електричних импулса, лекар може наручити у неким случајевима сумње на БМД.
ДНК тестирање гена дистрофина за дијагнозу БМД је сада широко доступно и обично се врши из узорка крви. У многим случајевима само ДНК тест може породицама и лекарима са високим степеном сигурности рећи да ли је вероватније да је ток болести БМД или ДМД. Генетско тестирање је индицирано код пацијената са високим нивоом ЦК и сугестивним знацима или симптомима БМД (или ДМД). Када се идентификује мутација гена ДМД, болест се потврђује.
Генерално, постоје два приступа за генетско тестирање. Прва је анализа брисања / дупликација, које су најчешћи облик мутација, примећене у 70% до 80% случајева. Други приступ је скенирање и анализа секвенци тачкастих мутација коришћењем више доступних метода.
Женски рођаци мушкараца и дечака са БМД  могу да се подвргну ДНК тестирању да би утврдили да ли су  носиоци  болести. Ако јесу, они имају 50% шансе да роде децу која су и сама носиоци или која ће развити БМД.
У неким случајевима, да би био сигурнији у вези са болешћу и њеним током, лекар може предложити  биопсију мишића  у којој се узима мали узорак мишића за посебан преглед. Већини пацијената дијагностикује се молекуларно генетским испитивањем без биопсије мишића, јер хистологија мишића за БМД није специфична. Биопсија мишића показује фиброзу и масно ткиво уместо мишићног ткива, као и знакове дегенерације, регенерације и хипертрофије мишићних влакана (повећање мишићних влакана). Специјално бојење у биопсији мишића и боје помоћу антитела за откривање дистрофина могу се користити у случају негативног генетског тестирања.

## Терапија
За ову дистрофију није познат нити један лек. Физикална терапија, ортопедске протезе и корективне операције могу помоћи код особа са неким симптомима. Потпомогнута вентилација може бити потребна у оним случајевима са слабошћу мишића за дисање.
Лекови који се користе укључују:
- стероиде — који успоравају дегенерацију мишића,[38]
- антиконвулзиве — за контролу одузетости, и неких мишићних активности и
- имуносупресанте — који одложу да оштећења усмрте мишићне ћелије..[36]